# Kozojedi Dalibor

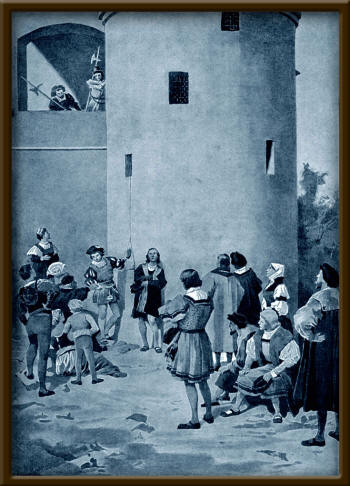
Věnceslav Černý festménye

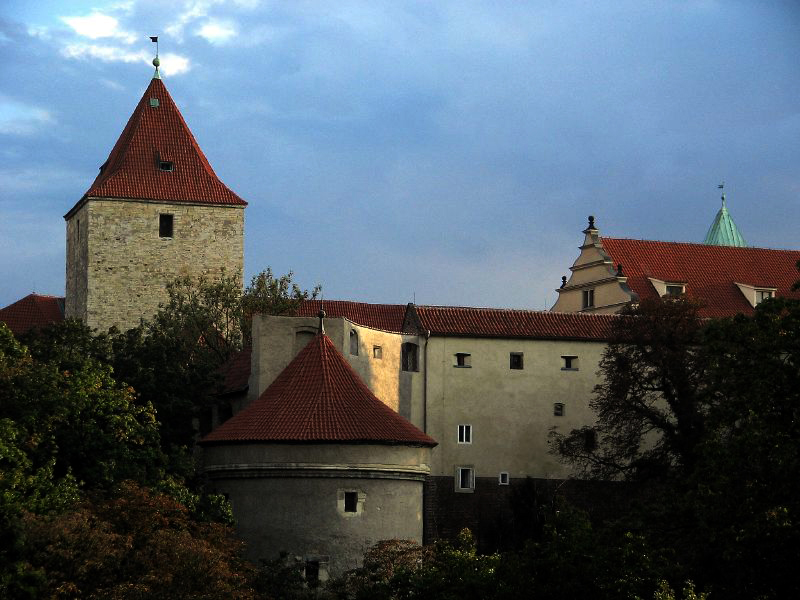
A Daliborka torony

Kozojedi Dalibor (Kozojedy Dalibor, Dalibor z Kozojed) (?, 15. század – Prága, 1498) cseh lovag. Menedéket adott egy körözött jobbágynak, és ezért bebörtönözték.
A legenda szerint az ítéletre várva megtanult hegedülni, és olyan szépen játszott, hogy az emberek csoportokba verődtek a torony ablaka alatt, hogy játékát hallgathassák. A törvényszék Dalibort halálra ítélte, és a várnagy házának udvarán álló vesztőhelyen kivégezték.
Róla nevezték el a prágai várnak az Arany utcácska végében álló tornyát, ahol raboskodott (Daliborka torony).
Történetéből írta egyik leghíresebb operáját 1878-ban Bedřich Smetana cseh zeneszerző.
A 19. század második felében egy cseh zenei szaklap viselte nevét.
Morvaországban, az Olomouci kerületben található Horka nad Moravou közelében természetvédelmi terület (Přírodní památka Daliboř) viseli nevét.